# آلمیر لوپز دی لونا
آلمیر لوپز دی لونا (به پرتغالی: Almir Lopes de Luna) مهاجم اهل برزیل است که در شهر ژواو پسوا، پارائیبا، پارائیبا و در تاریخ ۲۰ مهٔ ۱۹۸۲ به دنیا آمده‌است.
آلمیر لوپز دی لونا در تیم‌های فوتبال Botafogo FC سابقهٔ حضور دارد.